# Verwaltungsgericht Greifswald

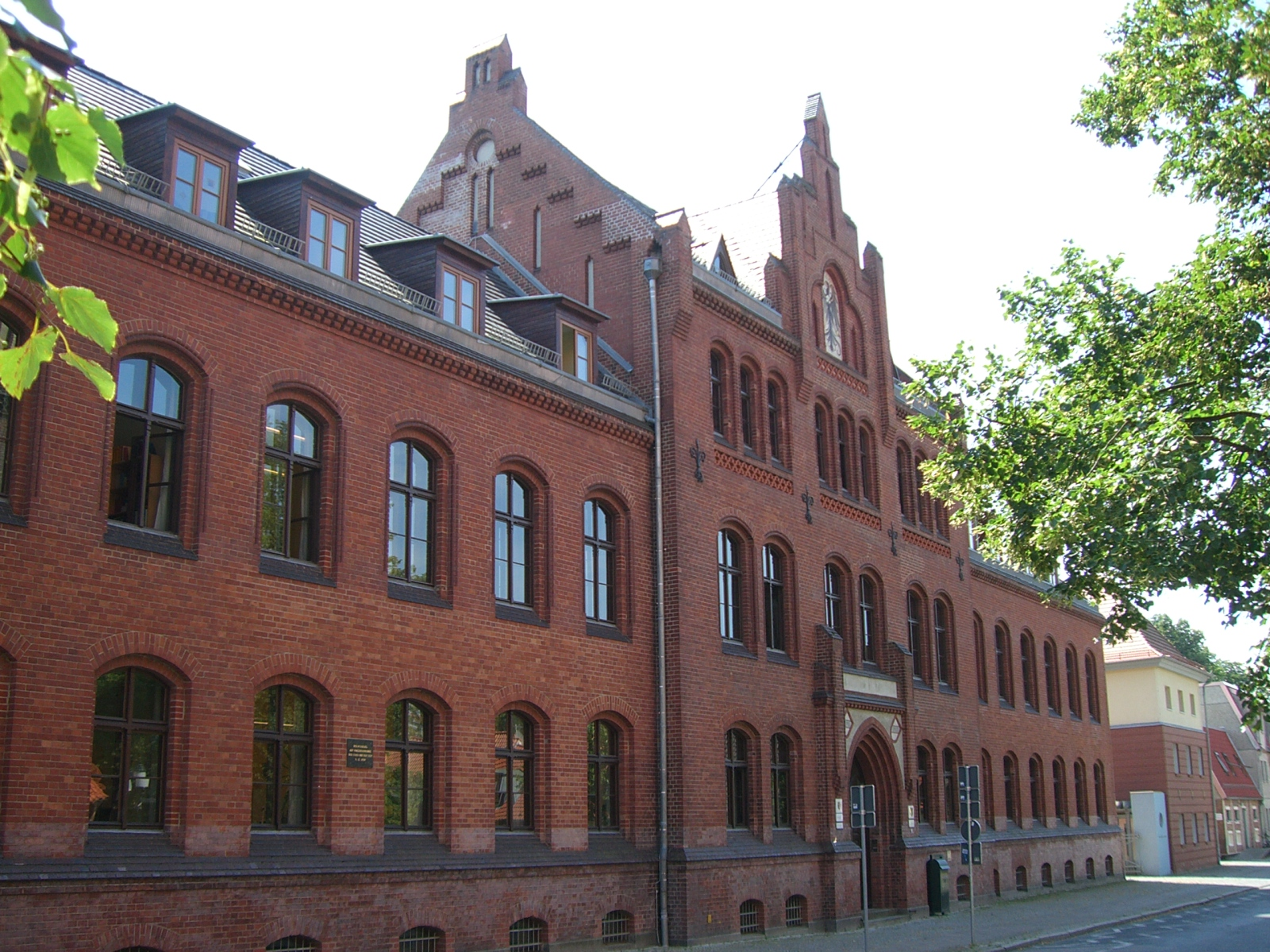
Gebäude des VG Greifswald, des OVG M-V und des LVerfG M-V

Das Verwaltungsgericht Greifswald ist ein Gericht der Verwaltungsgerichtsbarkeit des Landes Mecklenburg-Vorpommern.

## Gerichtssitz und -bezirk
Das Gericht hat seinen Sitz in der Hansestadt Greifswald.
Der Gerichtsbezirk umfasst das Gebiet der Landkreise Mecklenburgische Seenplatte, Vorpommern-Greifswald und Vorpommern-Rügen. Die übrigen Landkreise und die beiden kreisfreien Städte des Bundeslandes bilden den Bezirk des Verwaltungsgerichts Schwerin.
In Personalvertretungssachen, Verfahren aus dem Recht der offenen Vermögensfragen sowie Verfahren zur Bereinigung von SED-Unrecht und bestimmten Disziplinarsachen sowie numerus-clausus-Verfahren ist das Gericht für den Bezirk des Oberverwaltungsgerichts Mecklenburg-Vorpommern und somit für das Gebiet aller Landkreise und kreisfreien Städte des Bundeslandes zuständig. Von 2005 bis 2015 war auf dem Gebiet des Asylrechts das Verwaltungsgericht Schwerin für das gesamte Bundesland zuständig. Seit 2016 richtet sich die örtliche Zuständigkeit für Asylstreitigkeiten nach der Staatsangehörigkeit des Ausländers. Demnach ist das Verwaltungsgericht Greifswald zuständig hinsichtlich einer Liste von bestimmten Herkunftsstaaten während das Verwaltungsgericht Schwerin für alle übrigen Herkunftsstaaten zuständig ist.

## Gebäude
Das Gericht ist in demselben denkmalgeschützten Gebäude in der Domstraße 7 untergebracht, in dem sich auch das Landesverfassungsgericht Mecklenburg-Vorpommern und das Oberverwaltungsgericht Mecklenburg-Vorpommern befinden.

## Übergeordnete Gerichte
Das Gericht ist dem Oberverwaltungsgericht Mecklenburg-Vorpommern nachgeordnet. Diesem ist das Bundesverwaltungsgericht übergeordnet.